# ژان-پیر سامازویل
ژان-پیر سامازویل (انگلیسی: Jean-Pierre Samazeuilh; ۱۷ ژانویهٔ ۱۸۹۱ – ۱۳ آوریل ۱۹۶۵) تنیس‌باز اهل فرانسه بود.
وی سابقه ۳ بار فینالیست شدن به سال‌های ۱۹۱۴،۱۹۲۱،۱۹۲۲ و یک قهرمانی در سال ۱۹۲۱ در تنیس آزاد فرانسه را در کارنامه حرفه‌ای دوران ورزشی خود داشت.